# 盆句除
盆句除，十六国前期北羌王。
前赵光初八年（325年、东晋太宁三年），盆句除率众归附前赵皇帝刘曜，被任命为安国将军。后赵石勒派部将石佗从雁门出上郡（治今陕西榆林市东南）袭击他，盆句除兵败，被俘三千余落。他败退至渭北西部。后来被前赵中山王刘岳率兵援助，刘岳在河滨击杀石佗，盆句除部众得救。 